# Штилер, Лайла
Лайла Штилер (нем. Laila Stieler; родилась в 1965, Нойштадт-на-Орле, ГДР) — германская сценаристка, драматург и продюсер. На 72-м Берлинском кинофестивале получила «Серебряного медведя» за сценарий фильма «Рабийе Курназ против Джорджа Буша» (2022).

## Биография
Лайла Штилер родилась в 1965 году в Нойштадте в ГДР в семье режиссёра Барбары Юнге. В 1986—1990 годах она училась в Высшей киношколе Бабельсберг, потом начала работать на телевидении, писать сценарии для фильмов. Была удостоена телевизионной премии Германской академии изобразительных искусств 2000 года за сценарий картины «Женщина-полицейский», позже стала лауреатом телевизионной премии «Золотой лев», Баварской телевизионной премии, Германской кинопремии. На 72-м Берлинском кинофестивале получила «Серебряного медведя» за сценарий фильма «Рабийе Курназ против Джорджа Буша» (2022).